# ADN antic
L'ADN antic (abreviat aDNA de l'anglès ancient DNA) és material genètic obtingut d'espècimens o mostres ambientals no contemporànies, és a dir, que tenen el seu origen fa centenars, milers o milions d'anys. A causa dels processos de degradació que pateixen totes les macromolècules biològiques, com ara cross-linking (anglès), desaminació i fragmentació de l'ADN, l'ADN antic es troba en pitjors conditions que el material genètic d'origen contemporani i el seu estudi presenta més complicacions. A dia d'avui, s'ha pogut recuperar material genètic de restes esquelètiques històriques i pre-històriques, teixits biològics momificats, col·leccions mèdiques i museístiques, restes vegetals ben preservades, gel i nuclis de permagel, sediments marins i lacustres, i brutícia d'excavació.
Fins i tot en les millors condicions de conservació, actualment no s'ha recuperat ADN antic a partir d'exemplars físics de més d'un milió d'anys (de molars mamuts de Sibèria) o material ambiental de dos milions d'anys (de sediments a Groenlàndia).

## Història dels estudis antics d'ADN

### Dècada de 1980

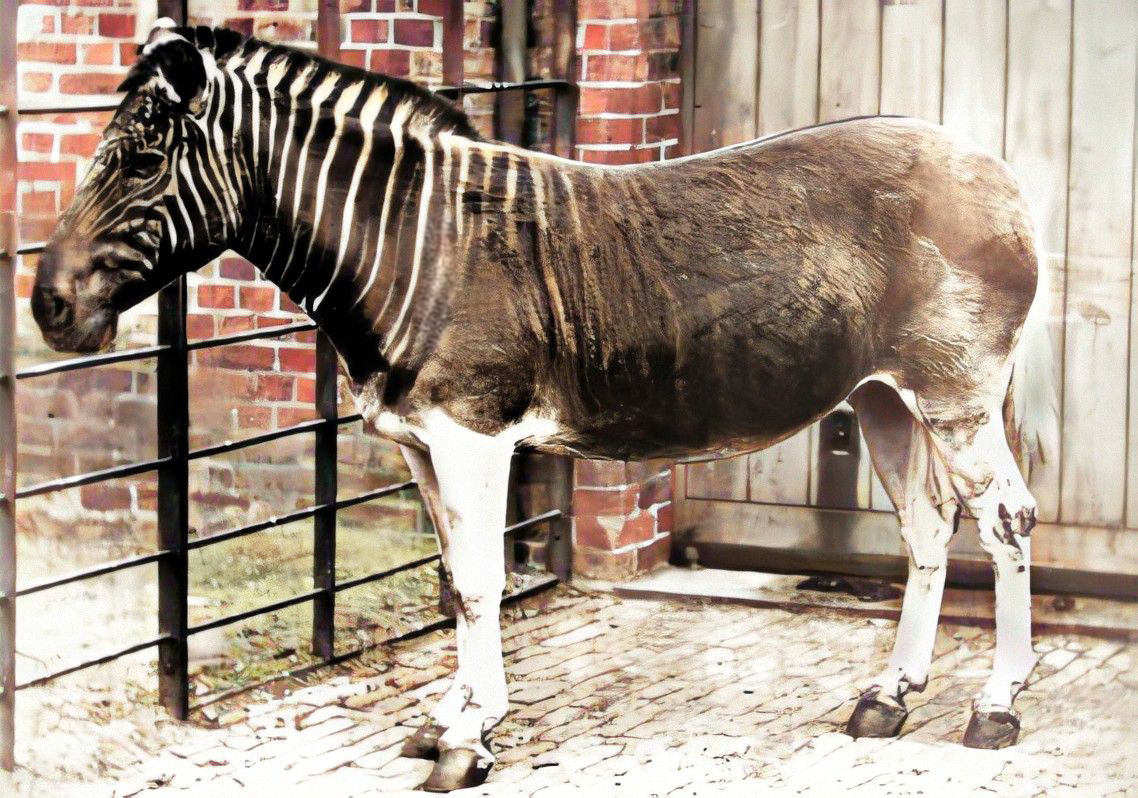
Exemplar de l'espècie extingida Equus quagga quagga

El primer estudi del que esdevindria el camp de recerca de l'ADN antic es va dur a terme l'any 1984, quan Russ Higuchi i els seus col·legues de la Universitat de Califòrnia, Berkeley van extreure i seqüenciar ADN d'un espècimen de museu de Quagga més de 150 anys després de la seva mort. Durant els dos anys següents, a través d'investigacions sobre exemplars naturals i momificats artificialment, Svante Pääbo va postular que aquest fenomen no es limitava a exemplars de museu relativament recents, sinó que es l'ADN es podia recuperar també d'una sèrie de mostres humanes momificades que es remuntaven a diversos milers d'anys d'antiguitat.

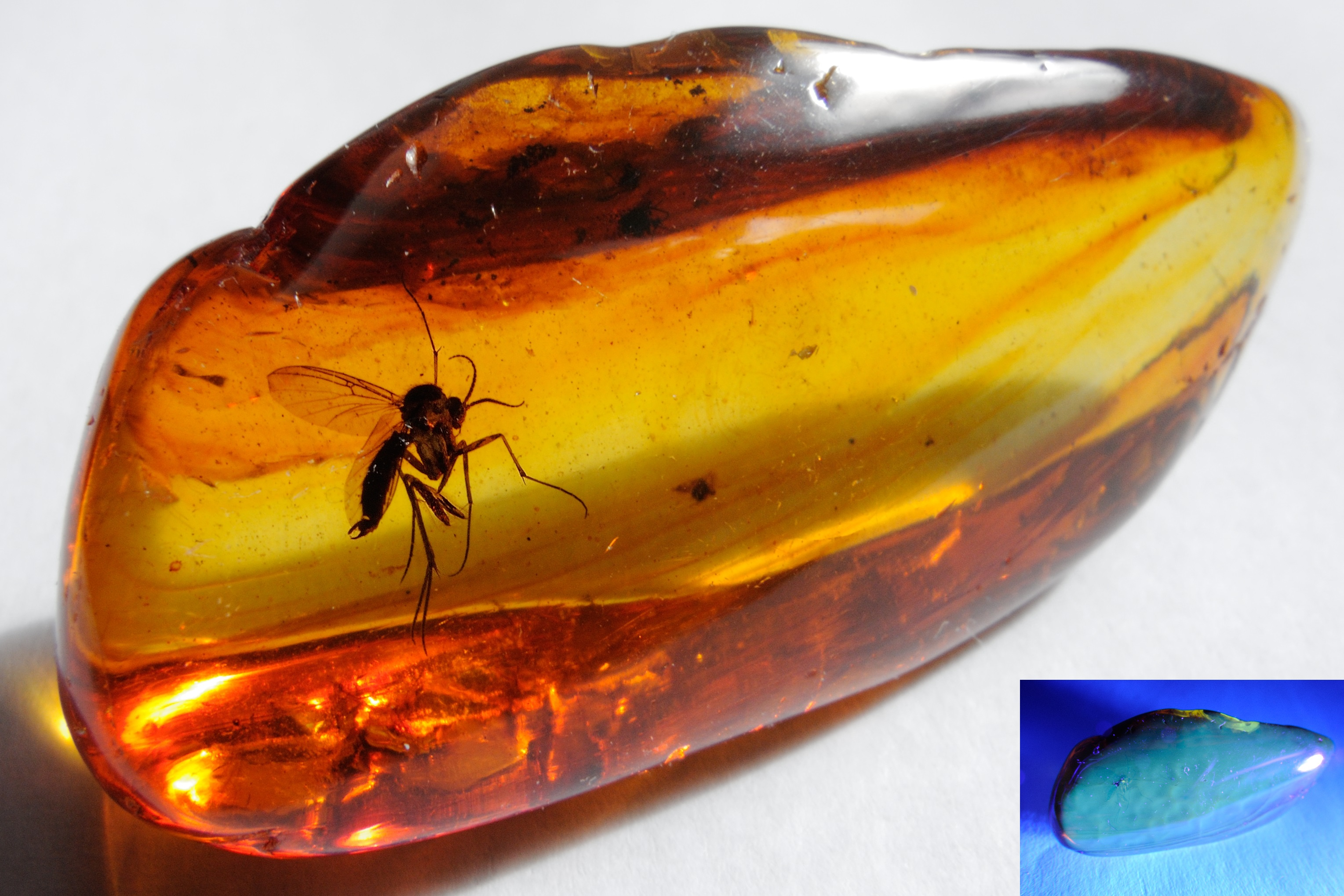
Un fòssil de Mycetophilidae de l'Eocè (fa 40-50 milions d'anys) en una peça d'àmber transparent del Mar Bàltic, mostrat a la llum del dia (fotografia gran) i sota raigs ultraviolats (fotografia petita).

Els processos que es requerien en aquell moment per seqüenciar aquest ADN antic eren molt costosos i laboriosos, fet que va suposar un fre a l'estudi de l'ADN antic. Tanmateix, amb el desenvolupament de la reacció en cadena de la polimerasa (PCR de l'anglès polymerase chain reaction) a finals de la dècada de 1980, el camp de l'ADN antic i, en general, tota la ciencia de la genètica, va experimentar un ràpid creixement.

### Dècada de 1990
L'era post-PCR va portar una onada de publicacions en les quals nombrosos grups d'investigació afirmaven el seu èxit en aïllament i seqüenciació d'ADN antic. Aviat es publicaren una sèrie de troballes increïbles, afirmant que es podia extreure ADN autèntic d'exemplars que tenien milions d'anys. La majoria d'aquests estudis intentaren recuperar ADN d'organismes conservats en ambre, com ara abelles, tèrmits i Anisopodidae, però també restes vegetals i bacterianes extretes d'ambre dominicà que datava de l'Oligocè. Fonts encara més antigues de gorgs libanesos amb revestiment d'ambre, que dataven de l'època del Cretaci, també van ser incloses en estudis d'ADN antic. Fins i tot, es publicaren estudis sobre diverses restes vegetals conservades en sediments que daten del Miocè.

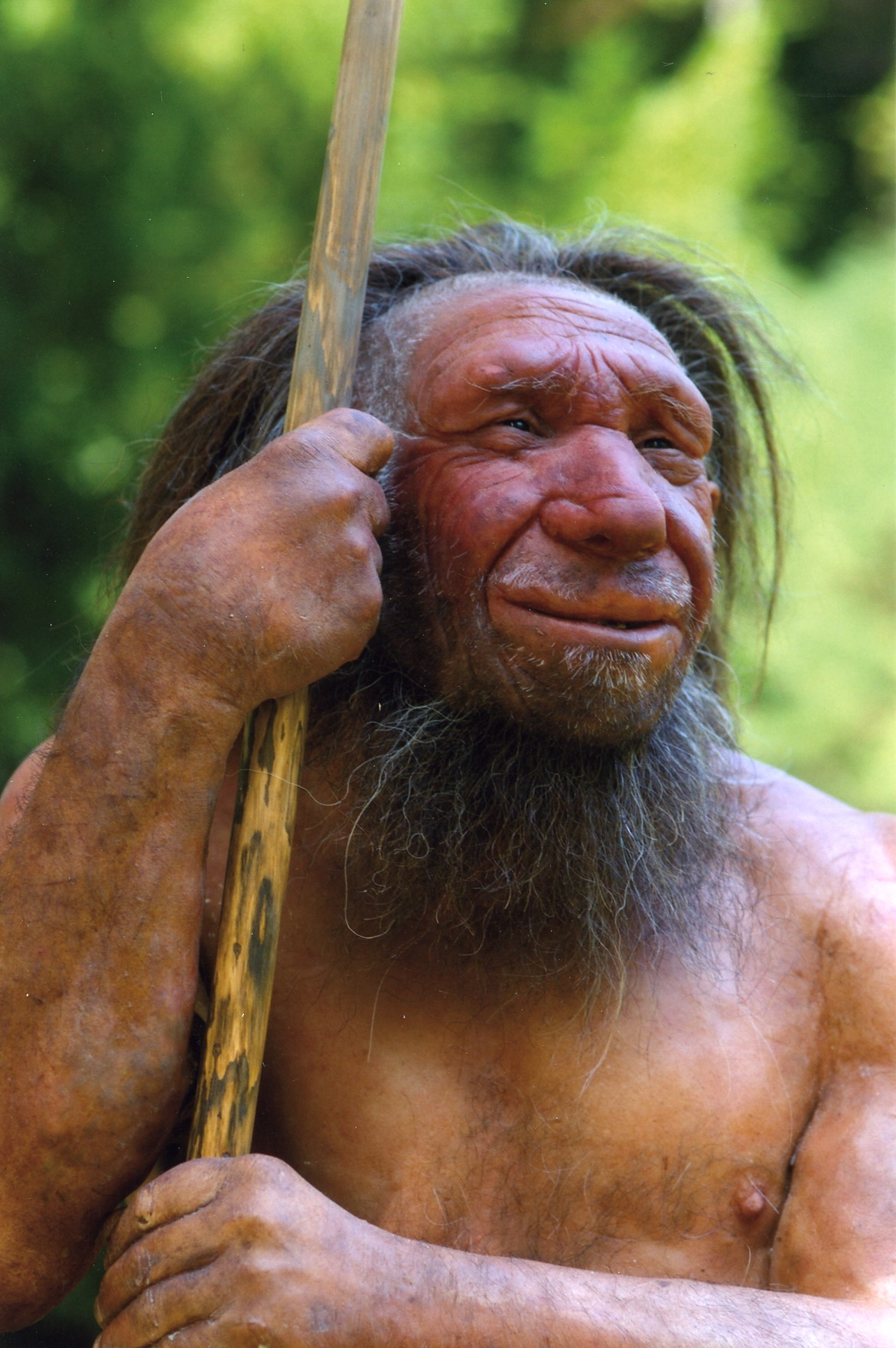
Reconstrucció artística de l'aparença d'un Neandertal, exposada al museu Neanderthal-Museum (Erkrath, Mettmann).

El 1994, Woodward et al. van informar del que en aquell moment es va anomenar 'un dels resultats més emocionants fins ara': seqüències de citocrom b mitocondrial que aparentment s'havien extret d'ossos de dinosaures que van viure fa més de 80 milions d'anys. Quan l'any 1995 dos estudis més van informar de seqüències d'ADN de dinosaures extretes d'un ou del Cretaci, tot feia apuntar que el camp de l'ADN antic revolucionaria el nostre coneixement sobre el passat de la Terra. Fins i tot aquestes edats extraordinàries van ser presumptament superades per la recuperació de seqüències halobacterianes de 250 milions d'anys d'antiguitat.
Amb el pas del temps, una millor comprensió sobre la cinètica de la preservació de l'ADN, els alts riscos de contaminació en mostres antigues i altres factors de complicació en l'anàlisi de l'ADN antic van introduir molt escepticisme en els resultats anteriorment obtinguts i van posar de manifest que totes les troballes de milions d'anys d'antiguitat eren inautèntiques.

### Dècada de 2000
Un fet crucial en el desenvolupament del camp de la genètica i, per extenció, de l'ADN antic, és la finalització del genoma humà, que tingué lloc a principis de la dècada de 2000. La seqüenciació del genoma humà promogué descobertes en els camps de la genètica mèdica i genòmica evolutiva que impulsaren progrés en altres disciplines, i també el desenvolupament de noves tècniques bioinformàtiques i de laboratori.

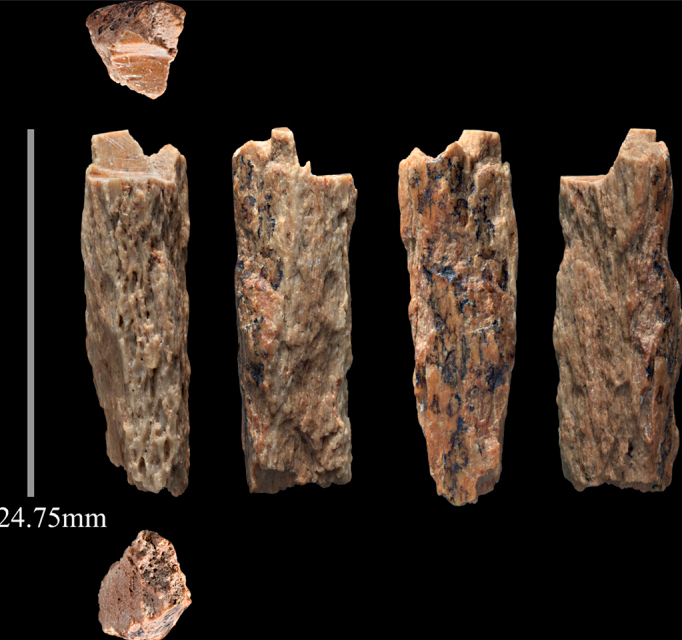
Fotografia de l'os Denisova-111 de 2 centímetres de llarg, trobat a la cova Denisova a l'Àsia Central.

Des del 2009 el camp de l'ADN antic ha experimentat moltes millores, principalment a causa de la introducció de tècniques bioinformàtiques i de laboratori molt més econòmiques i potents, com ara les tècniques de seqüenciació de nova generació o protocols de generació de llibreries genòmiques a partir d'una cadena d'ADN. A banda d'aquestes innovacions tècniques, la comunitat científica ha proposat millors estàndards i criteris per avaluar l'autenticitat de l'ADN antic (és a dir, la seva veritable antiguitat).

### Dècada de 2010
La dècada de 2010 va ser especialment fructífera per a l'estudi d'hominins antics als quals coneixem avui en dia amb el nom de Neandertals i Denissovans. El 2010, un equip internacional liderat per Svante Pääbo publicà el primer genoma d'un Neandertal. Aquell mateix any es feu públic el genoma de l'únic individu Denissova identificat fins ara.

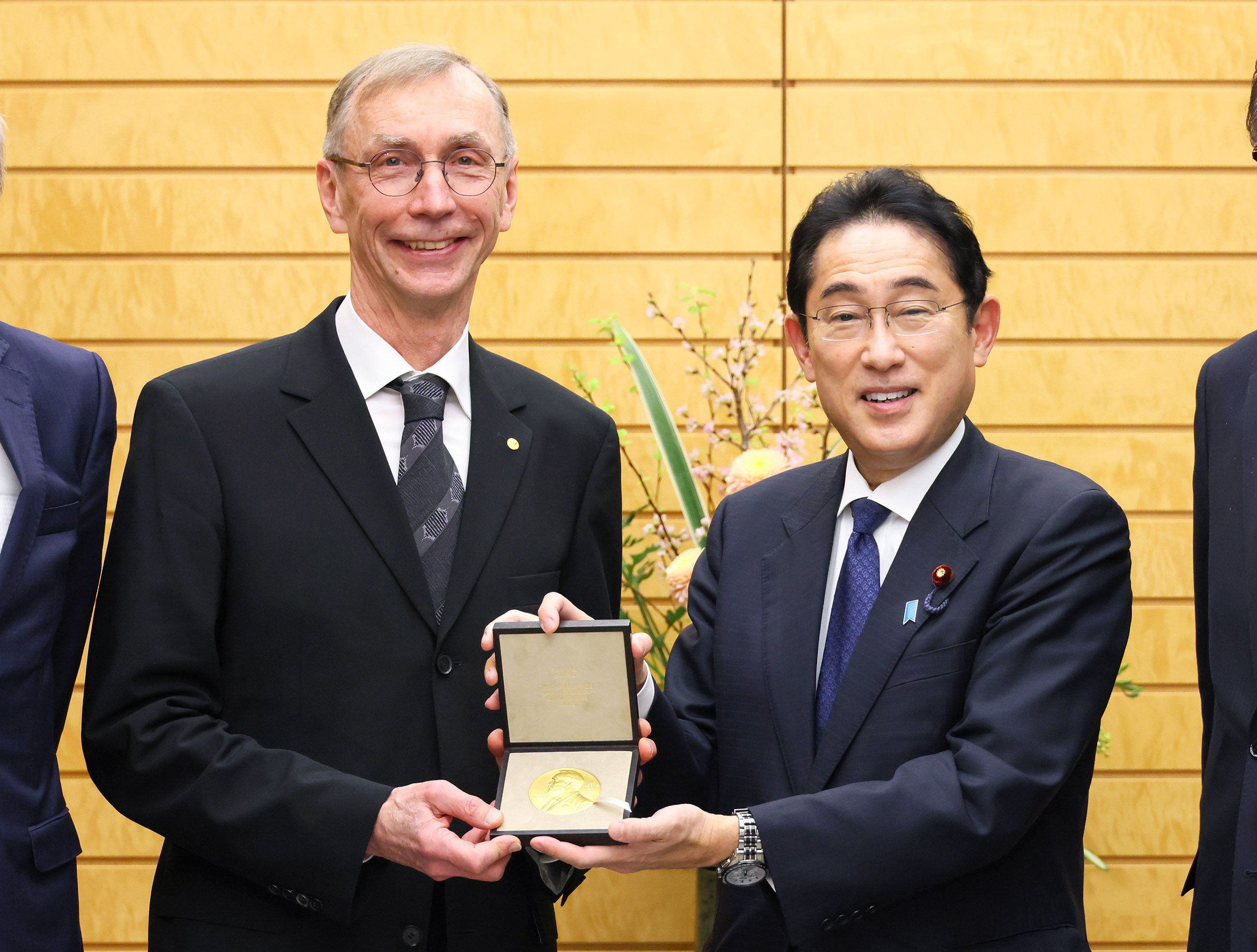
Svante Pääbo (a l'esquerra) amb la seva medalla del Premi Nobel de Fisiologia o Medicina del 2022.

### Dècada de 2020
La tardor de 2022, el Premi Nobel de Fisiologia o Medicina va ser donat a Svante Pääbo per "les seves descobertes en relació als genomes d'hominins extingits i l'evolució humana". Pocs dies més tard, el 7 de desembre de 2022, un estudi a Nature informava de la descoberta i seqüencició de material genètic de dos milions d'anys d'antiguitat a Groenlàndia. Aquest estudi manté actualment el rècord de l'ADN més antic.

## Dificultats en l'obtenció i anàlisi de l'ADN antic

### Degradació

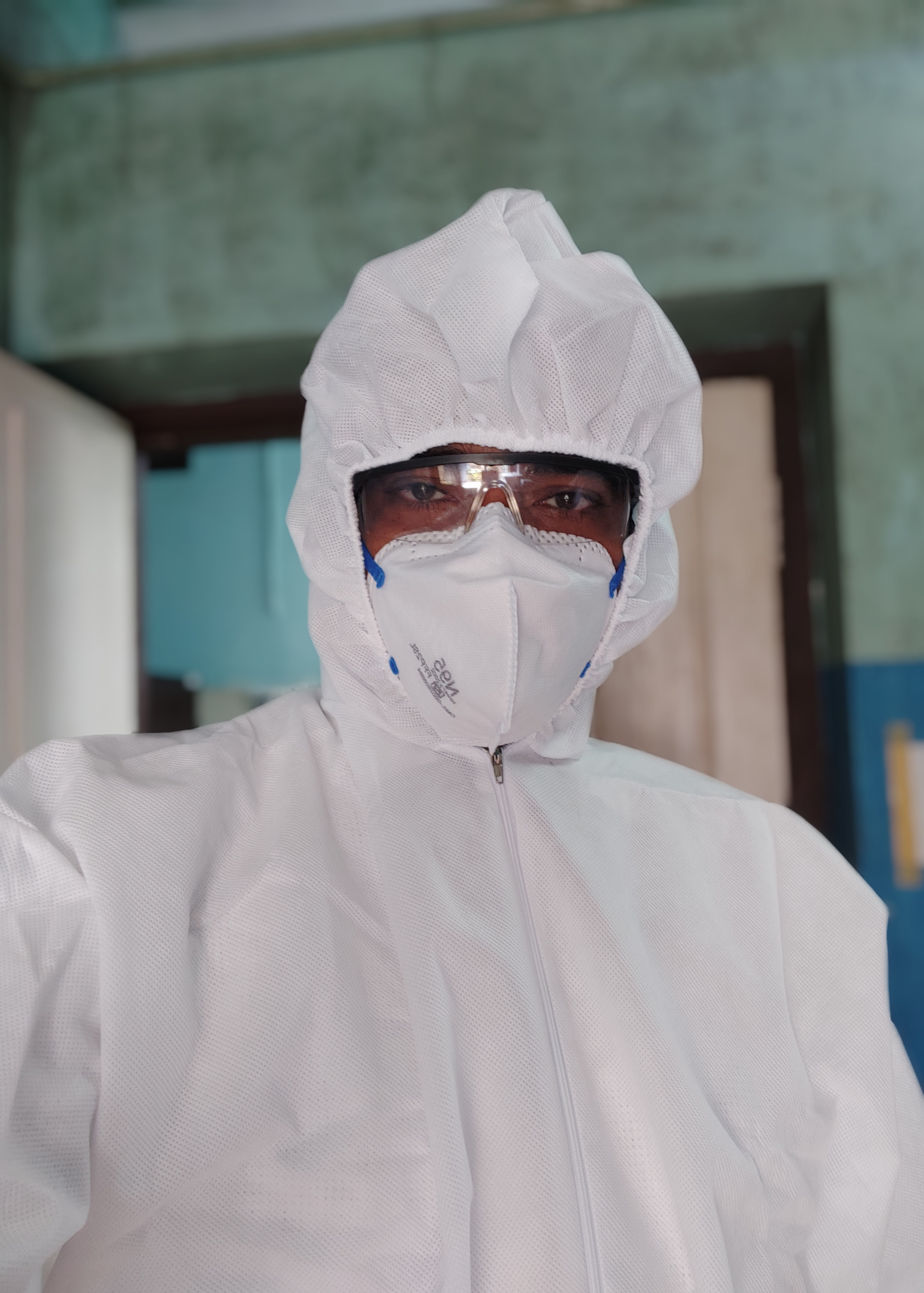
L'equip de protecció indivdual utilitzat per personal mèdic en context de pandèmies (COVID-19, en aquesta imatge) és molt semblant a l'utilitzat pel personal de laboratoris d'ADN antic.

A causa dels processos de degradació de l'ADN, com ara la desaminació de la citosina i la fragmentació de les cadenes d'ADN, l'ADN antic és sovint de menor qualitat que el material genètic modern, és a dir, de mida més curta i amb més modificacions químiques. Aquest dany molecular i la poca capacitat de l'ADN antic per mantenir-se estable amb el pas del temps restringeixen el seu anàlisi i estableixen un límit superior a l'edat de les mostres estudiades.
S'ha proposat una relació teòrica entre el pas del temps i el grau de degradació de l'ADN, pero diferències en les condicions ambientals afecten la linearitat d'aquesta relació en gran manera. En general, els ambients més freds i secs (per exemple, el permagel) permeten millor preservació de les molècules de l'ADN, en comparació als ambients més càlids, humits i àcids (per exemple, deserts, sabanes i boscos tropicals). Els factors que condicionen la preservació de l'ADN no es limiten a les condicions ambientals del lloc on l'espècimen va morir, sinó que també inclouen factors relacionats amb l'excavació, l'emmagatzematge i el tractament de la mostra. Es creu que les taxes de desintegració de l'ADN poden augmentar especialment en condicions d'emmagatzematge fluctuants.

### Contaminació
Una de les principals dificultats en l'estudi de l'ADN antic és la contaminació de les mostres antigues per part d'ADN humà modern i ADN microbià modern. Existeixen, però, diverses estratègies per minimitzar el risc de contaminació, com ara el treball en laboratoris d'alta bioseguretat, equipats amb sistemes de circularització i filtració de l'aire, i subjectes a constant neteja. A més, tots els treballadors, des d'arqueòlegs fins a personal de laboratori, porten vestits de protecció, diverses capes de guants mèdics, ulleres i mascareta.
A banda de les mesures preventives explicades prèviament, existeixen també mesures per detectar i descartar contamnació després de l'obtenció de dades genòmiques. Aquestes mesures consisteixen en diverses eines bioinformàtiques que detecten els patrons característics de l'ADN antic (principalment, alteracions químiques i longitud de les molècules).

## Autenticació de l'ADN antic
Els estudis publicats abans de la dècada dels 2000 van posar de manifest la importància d'autenticar l'ADN recuperat de mostres antigues per tal d'autenticar la seva antiguitat i descartar que els resultats obtinguts derivin de contaminació recent.
A mesura que l'ADN es degrada, les citosines presents a les cadenes d'ADN poden patir desaminacions, especialment als extrems de les cadenes. Aquesta desaminació de la citosina a uracil als extrems de les molècules d'ADN s'ha convertit en una forma d'autenticació de l'antiguitat de la molècula. Durant la seqüenciació d'aquest ADN modificat a causa de la degradació, les ADN polimerases incorporen una adenina (A) davant de l'uracil (U), donant lloc a substitucions de citosina (C) a timina (T) en la lectura de seqüenciació. Aquestes substitucions augmenten son més freqüents en mostres més antigues o mal preservades.
La depurinació hidrolítica és una altra modificació química que afecta la integritat de l'ADN antic a mida que passa el temps. Aquesta depurinació provoca fragmentació en les cadenes d'ADN, donant lloc a trencaments d'una sola cadena, que son detectats en forma de fragments curts d'ADN quan s'obtenen els resultats de seqüenciació. En combinació amb el patró de dany per desaminació, aquesta reducció en la longitud de les cadenes d'ADN pot ajudar a diferenciar entre l'ADN modern i l'antic.

## Professionals en el camp de recerca de l'ADN antic
- Joachim Burger
- Johannes Krause
- Svante Pääbo
- David Reich
- Beth Shapiro
- Eske Willerslev
- Carles Lalueza-Fox
- Mattias Jakobson
- Carina Schlebusch
- Iñigo Olalde

## Recursos interessants
- Ancient human DNA map
- Allen Ancient DNA Resource